# Izomsejt
Az izomsejt az állati és emberi test egyik legnagyobb tömegben jelenlévő sejttípusa. Az izomsejtek az őket körülvevő kötőszövetekkel és vérerekkel izomszövetet alkotnak. Az idegi parancs végrehajtásával az élőlény mozoghat, tehát az egyik fő életfolyamat felelőse az izomsejt. 
Alapvetően szövettanilag három típusa van, simaizomsejt, harántcsíkolt izomsejt, szívizomsejt. Funkcionálisan a simaizomsejt a belső szervek mozgásáért, a harántcsíkolt izomsejt a helyzet- és helyváltoztató mozgásokért, a szívizomsejt a vér áramoltatásáért  felelős.  
A simaizomsejt orsó alakú, két végén csúcsosodó, szívós, és lassabban mozog, mint a vázizomsejt vagy a szívizom. Magja a sejt közepén helyeződik el.
A harántcsíkolt izom vagy vázizom sok ezer magvú óriássejt, mely anyagcseréjét tekintve tűri az anaerob stresszhelyzeteket.
A szívizomsejt térben tekintve elágazó alakú, a magja a közepén van. Párperces oxigénhiányba belepusztul, a legjobb aerob környezetet és állandó cukorpótlást vár el.  